# همان‌نامی
دوقلونامی یا همان‌نامی (به انگلیسی: Tautonymy)، به حالتی در طبقه‌بندی جانوران و گیاهان گفته می‌شود که در نام علمی یک جانور یا گیاه، نام سرده و گونه همسان باشد. برای نمونه نام علمی بوفالوی آمریکایی که Bison bison است.
در گیاه‌شناسی کاربرد دوقلونامی معمول است ولی تنها در حالت غیررسمی استفاده می‌شود. دوقلونامی در آیین‌نامه بین‌المللی نام جانوران رسمی نشده‌است.
در آیین‌نامه بین‌المللی نام گیاهان کاربرد دوقلونامی ممنوع است.
نام‌های علمی هم‌چون Cuminum cyminum (زیره) به این خاطر که املاء دو بخش آن (سرده و گونه) به اندازهٔ کافی تفاوت دارند، در آیین‌نامه بین‌المللی نام گیاهان پذیرفته شده‌اند.